# Afrectopius rufifemur
Afrectopius rufifemur là một loài tò vò trong họ Ichneumonidae.